# Mary Bradburn
Mary Bradburn (Normanby, Redcar and Cleveland, North Yorkshire, 17 de março de 1918 – 2000) foi uma educadora matemática britânica, presidente da Mathematical Association em 1994–1995.

## Formação e carreira
Filha de um engenheiro naval e uma escocesa. Frequentou uma escola que não aprovava meninas estudando matemática, mas permitiu que ela progredisse no currículo de matemática em seu próprio ritmo, vários anos à frente dos outros alunos.
Recebeu uma bolsa de estudos do estado, mas aos 17 anos estava abaixo da idade exigida para Oxford e Cambridge, então acabou indo para o Royal Holloway College. Lá começou a estudar em 1935 e, apesar de várias atividades extracurriculares, obteve honras de primeira classe em matemática em 1938, onde completou um mestrado em 1940.
Com outra bolsa da Universidade de Londres foi para a Universidade de Edimburgo em 1941, onde obteve um doutorado com a tese The Statistical Thermodynamics of Crystal Lattices, orientada por Max Born.
Lecionou durante curto tempo em Edinburgh e na Universidade de Dundee antes de retornar para a Royal Holloway como instrutora em 1945. Permaneceu na Royal Holloway, aposentando-se em 1980.
Foi eleita fellow da Royal Astronomical Society in 1955.